# Дживани (город)
Дживани (урду جیوانی‎) — город в Пакистане, расположен в провинции Белуджистан.

## Географическое положение
Центр города располагается на высоте 13 метров над уровнем моря.

## Демография
Население города по годам:
| 1998   | 2012   |
| ------ | ------ |
| 13 790 | 20 556 |

## Транспорт
В городе есть небольшой аэропорт.